# Falu FK
Falu FK var en fotbollsförening från Falun, Dalarnas län. Falu FK bildades hösten 2006 som en samarbetsförening av Falu BS, Korsnäs IF och Slätta SK. Dess herrlag spelade säsongerna 2007 (slutade på nionde plats) och 2008 (slutade på trettonde plats och åkte ur) i Division 1 (Sveriges tredje högsta serie i fotboll), där de hade övertagit Falu BS plats. Klubbfärgerna var rött och vit. Gamle svenske rekordhållaren på 200 meters löpning Torbjörn "Grycksboexpressen" Eriksson var lagets fystränare. Klubben gick i början av 2015 i konkurs.